# Ghazal Omid

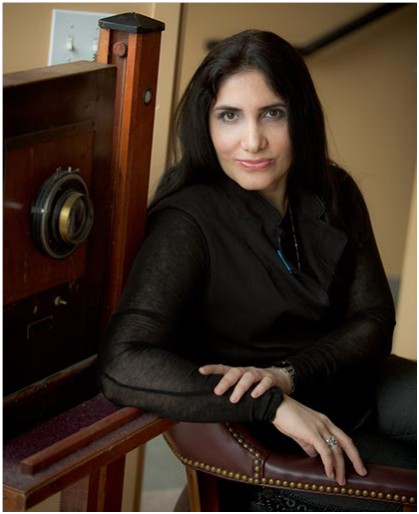
Ghazal Omid

Ghazal Omid é uma autora Iraniana-Canadiana. Escreveu uma obra autobiográfica intitulada Living in Hell: A True Odyssey of a Woman's Struggle in Islamic Iran Against Personal and Political Forces ou em português (pt): Viver no Inferno: A Vida das Mulheres no Irão Sob o Regime Opressivo dos Mulás. Ghazal Omid é conhecida nos Estados Unidos como uma defensora dos Direitos Humanos e dos Direitos das Mulheres e é também especialista no Islão, letrada em Xiita.

## Vida pessoal
Omid nasceu em 1970 em Abadan, no Irão. O seu pai era multimilionário e abandonou a família à procura de refúgio nos Estados Unidos quando G. Omid ainda era criança. 
A autora cresceu em Isfahan e tinha 9 anos quando o Chá do Irão foi derrubado por Ruhollah Khomeini, líder da Revolução Iraniana de 1979. Omid é muçulmana praticante e fez já uma peregrinação até Meca. 
Em 1995 fugiu do Irão e mudou-se para o Canadá.

## Activismo
A sua autobiografia, em português, “Viver no Inferno”  crítica o Irão e denuncia os abusos aos Direitos Humanos que lá são cometidos devido ao regime levado a cabo pelos Mulás. Por causa destas denúncias o site do livro foi alvo de denúncias e ameaças por utilizadores de computadores no Irão, Turquia e Paquistão. 
Omid critica o Irão por usar os livros de forma a incutir às crianças a noção de martírio, de mártir. Ghazal Omid deseja que os livros mudem para que não se refiram aos Estados Unidos como o “Grande Satanás”. Omid está preocupada que essas mesmas obras tornem os mais jovens em bombas-relógio.
Actualmente a autora é Directora Executiva de “Iran & Its Future” (“Irão e o Seu futuro”), uma organização não-lucrativa que defende a melhoria das condições de vida no Irão.

## Comunicação Social
Em 2007 apareceu num programa de televisão de Gleen Beck na CNN, no qual falou do tratamento a que as mulheres estão sujeitas no Irão. Desde aí Omid apareceu em mais entrevistas também na CNN, Fox, MSNBC, CSPAN e VOA, para além de várias entrevistas que deu em rádio.

## Publicações
- Viver no Inferno - A Vida das Mulheres no Irão Sob o Regime Opressivo dos Mulás (2004) – Editora Temas e Debates – ISBN 978-972-759-847-2